# HMCS Rainbow (1891)
«Рейнбоу» англ. HMCS Rainbow був бронепалубним крейсером типу типу «Аполло» кінця 19-го століття ВМС Великої Британії, переданий ВМС Канади.

## Історія створення
Крейсер «Рейнбоу» був закладений у 1890 році на верфі компанії Palmers Shipbuilding and Iron Company у Геббурні. 25 березня 1891 року він був спущений на воду, і у 1892 році увійшов до складу Королівських ВМС Великої Британії під назвою «HMS Rainbow».

## Історія служби

### Британський флот
Після вступу у стрій крейсер «Рейнбоу» служив у азіатських водах протягом 1895-1898 років. Протягом 1898-1899 років ніс службу біля Мальти. 
Надалі крейсер використовувався досить обмежено, протягом 1907—1909 років він зовсім не виходив в море і був виведений у резерв в 1909 році.
У 1910 році крейсер був переданий Королівському канадському флоту для служби на західному узбережжі.

### Королівський канадський флот

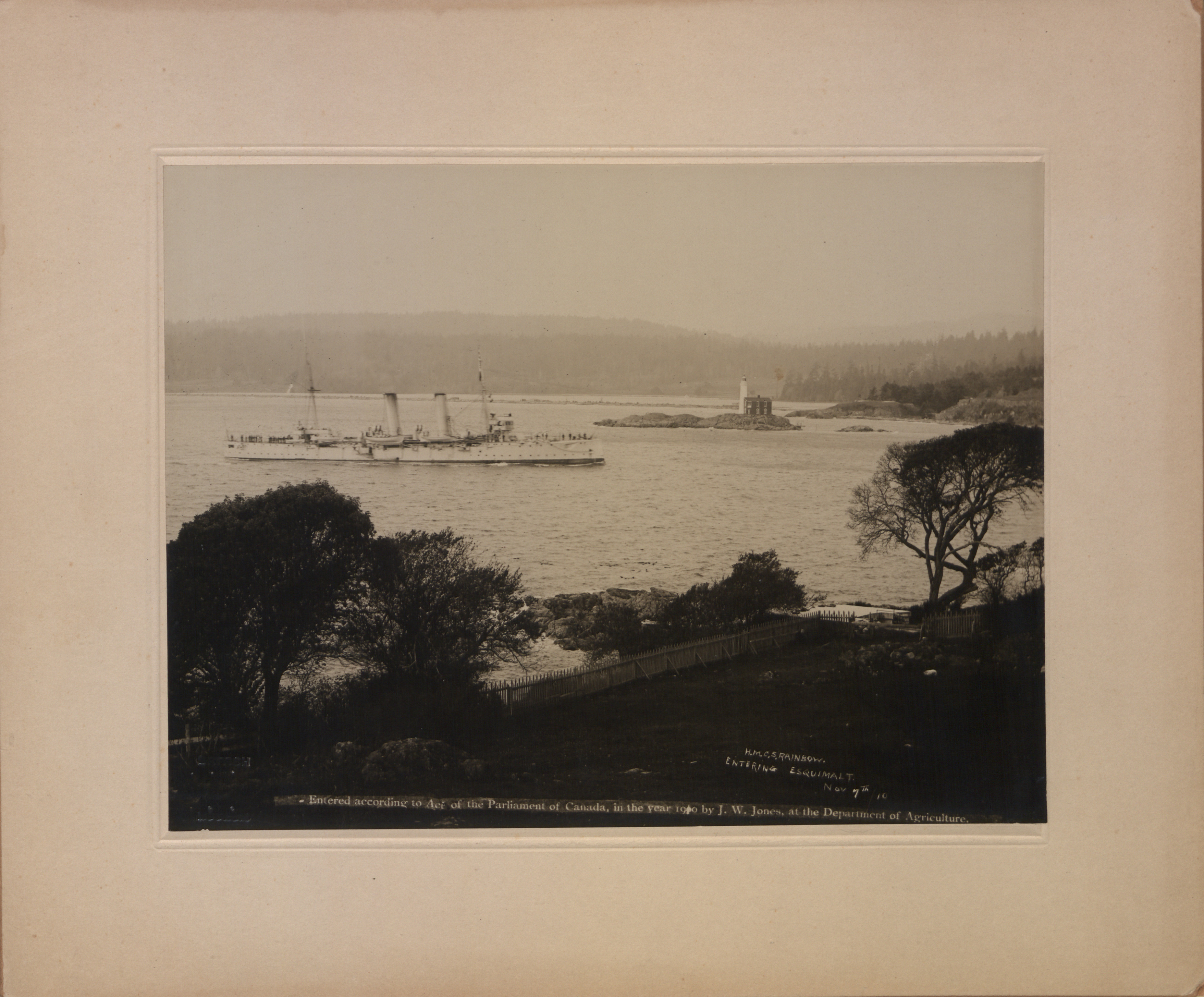
HMCS Rainbow, поблизу берегів Британської Колумбії, 7 листопада 1910 р.

«Рейнбоу» був включений до складу флоту Канади 4 серпня 1910 року. Вій і «Ніобе» були придбані в Адміралтействі для використання як навчальні кораблі у Королівському військово-морському коледжі Канади в Галіфаксі, Нова Шотландія.   Під час дискусій про тип крейсерів, які будуть відправлені до Канади, Адміралтейство підтримало саме крейсери типу «Аполло»  Канада виплатила 225 тис. доларів на придбання «Рейнбоу», використовуючи асигнування  Департаменту морського та рибного господарства. 
Коли почалася Перша світова війна, «Рейнбоу» був відправлений на покриття виведення британських шлюпів, «Ширвотер» і «Алджерін», які забезпечували захист британських підданих під час заворушень в Мексиці.  Крейсер був найбільшим військовим кораблем, що мала союзники в той час у західній частині Тихого океану, і йому було наказано знайти і атакувати кораблі Імператорського німецького флоту в Тихому океані; зокрема  легкі крейсери «Лейпциг» та «Нюрнберг». «Рейнбоу» не зміг знайти ці кораблі, хоча розминувся з «Лейпцигом» лише на один день у Сан-Франциско.  Канадський крейсер залишилося єдиним інструментом захисту для судноплавства поблизу західного узбережжя Північної Америки до приходу японського броненосного крейсера «Ідзумо».  Після знищення Німецького Тихоокеанського флоту в битві при Фолклендських островах у грудні 1914 року найбільшу загрозу для судноплавства в Тихоокеанському регіоні вважали німецькі озброєні рейдери, а «Рейнбоу» вважалися гідним суперником для всіх, крім найшвидших.  Проте в 1915 році радіус маршрутів патрулювання було скорочено через відсутність вугляра для поповнення запасів палива «Рейнбоу» під час походу. 
У зв'язку з віком крейсер був виведений з експлуатації в 1917 році і проданий на брухт у 1920 році, коли й був утилізований.